# Ninjō
Ninjō (人情? „emoție umană sau compasiune") în cultura japoneză reprezintă sentimentul uman care completează și, în același timp, se opune valorii giri, sau obligației sociale, în viziunea japoneză asupra lumii. Pe scurt, ninjō este considerat a fi sentimentul uman care inevitabil apare în conflict cu obligațiile sociale. Fiind un termen specific culturii japoneze, validitatea sau importanța acestui concept este supusă unui spectru larg de perspective, strâns legat de viziunea asupra Nihonjinron⁠(d), un concept ce compară Japonia cu alte culturi pentru a evidenția unicitatea acesteia.

## Concept
Ninjō este aproximativ tradus prin „sentiment uman” sau „emoție” și ar putea fi interpretat ca un aspect specific al acestor termeni, cum ar fi generozitatea sau compasiunea față de cei slabi. Exemplul clasic de ninjō este cel al unui samurai care se îndrăgostește de o persoană nepotrivită (poate o persoană de clasă socială inferioară sau un membru al unui clan inamic). Fiind loial clanului său, el ajunge să fie sfâșiat între datoria față de lordul său feudal și sentimentele personale, singura soluție posibilă fiind shinjū sau sinuciderea dublă din dragoste. Aceasta demonstrează superioritatea lui giri față de ninjō în viziunea japoneză asupra lumii, întrucât ninjō ar putea slăbi devotamentul unei persoane față de datoria sa.